# Robert Tarjan

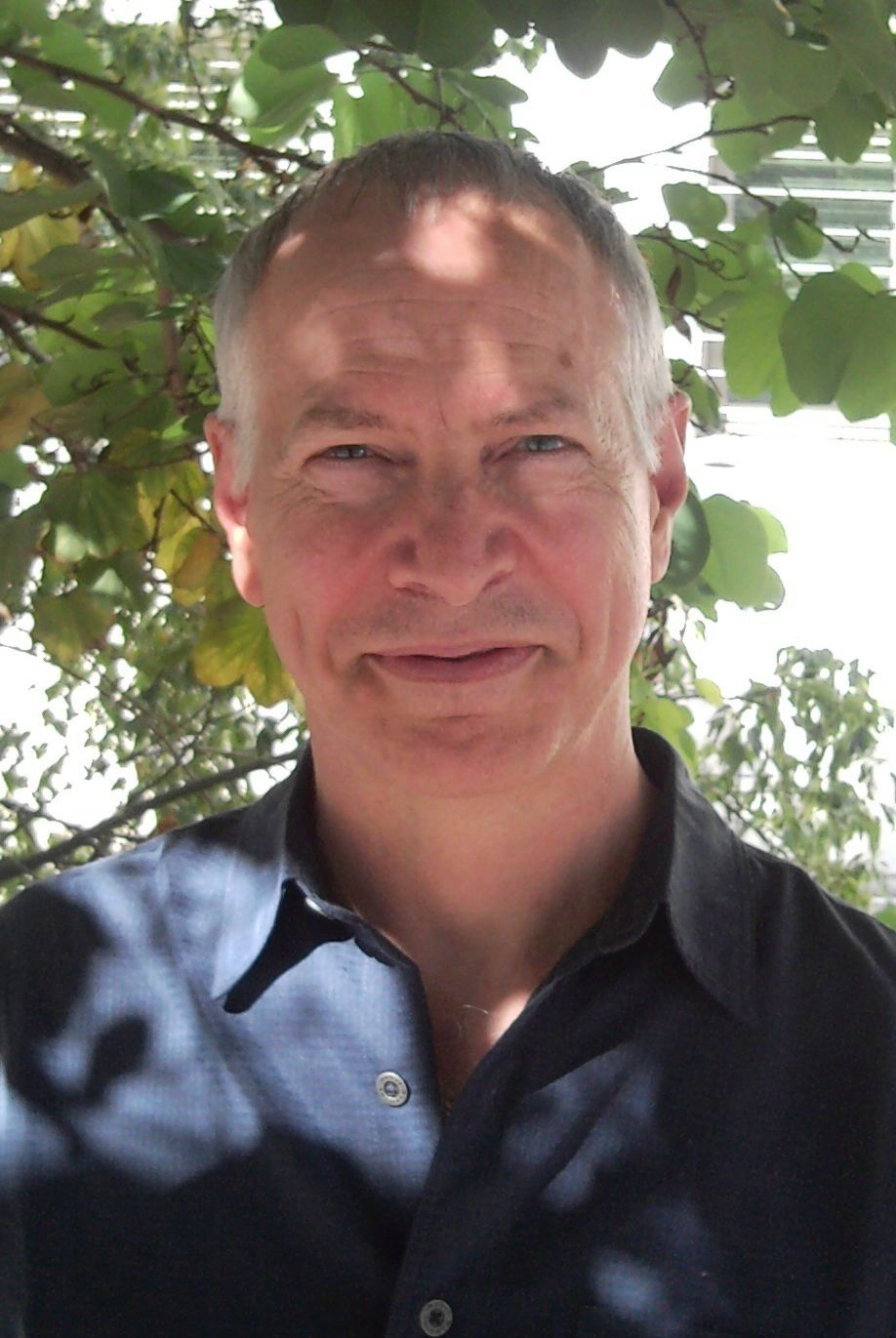
Robert Tarjan

Robert Tarjan (ur. 30 kwietnia 1948 w Pomonie w Kalifornia) – amerykański informatyk. Za wkład w rozwój teorii obliczeń wraz z Johnem Hopcroftem otrzymał Nagrodę Turinga w 1986 roku.